# Arrhopalites minutus
Arrhopalites minutus  (лат.) — вид бескрылых коллембол из семейства Arrhopalitidae. Восточная Азия: Япония (префектура Нагано, плоскогорье Сига Когэн). Мелкие шаровидной формы членистоногие (длина около 1 мм). Усики примерно вдове длиннее головы. Тело непигментированное. Глаза развиты (1+1). 4-й абдоминальный сегмент (Abd VI) с 4+4 кутикулярными шипиками. Четвёртый антеннальный членик (Ant. IV) не субсегментированный. Все коготки с зубцами. От близкого вида Arrhopalites nivalis отличается дентальной сетой ve5, отсутствующей у A. nivalis.